# Libanon op de Olympische Zomerspelen 2024
Libanon nam deel aan de Olympische Zomerspelen 2024 in Parijs, Frankrijk.

## Aantal deelnemers
Hieronder volgt een overzicht van de atleten die zich reeds gekwalificeerd hebben voor de Olympische Zomerspelen van 2024.
| Sport       | Mannen | Vrouwen | totaal |
| ----------- | ------ | ------- | ------ |
| Atletiek    | 1      | 0       | 1      |
| Judo        | 1      | 0       | 1      |
| Schermen    | 1      | 0       | 1      |
| Schietsport | 0      | 1       | 1      |
| Taekwondo   | 0      | 1       | 1      |
| Tafeltennis | 0      | 1       | 1      |
| Tennis      | 2      | 0       | 2      |
| Zwemmen     | 1      | 1       | 2      |
| Totaal      | 6      | 4       | 10     |

## Deelnemers en resultaten

### Atletiek

#### Loopnummers
Mannen
| atleet           | onderdeel | voorronde | voorronde | series  | series  | herkansingen | herkansingen | halve finale | halve finale | finale  | finale  |
| atleet           | onderdeel | tijd      | rang      | tijd    | rang    | tijd         | rang         | tijd         | rang         | tijd    | rang    |
| ---------------- | --------- | --------- | --------- | ------- | ------- | ------------ | ------------ | ------------ | ------------ | ------- | ------- |
| Noureddine Hadid | 100 m     | forfait   | forfait   | forfait | forfait | n.v.t.       | n.v.t.       | forfait      | forfait      | forfait | forfait |

### Judo
Mannen
| atleet            | onderdeel | eerste ronde         | tweede ronde         | kwartfinale          | halve finale         | herkansing           | finale / BM          | finale / BM    |
| atleet            | onderdeel | tegenstander uitslag | tegenstander uitslag | tegenstander uitslag | tegenstander uitslag | tegenstander uitslag | tegenstander uitslag | rang           |
| ----------------- | --------- | -------------------- | -------------------- | -------------------- | -------------------- | -------------------- | -------------------- | -------------- |
| Caramnob Sagaipov | −90 kg    | Ivanov V 00 - 01     | niet geplaatst       | niet geplaatst       | niet geplaatst       | niet geplaatst       | niet geplaatst       | niet geplaatst |

### Schermen
Mannen
| atleet         | onderdeel | eerste ronde         | tweede ronde         | derde ronde          | kwartfinale          | halve finale         | finale / BM          | finale / BM    |
| atleet         | onderdeel | tegenstander uitslag | tegenstander uitslag | tegenstander uitslag | tegenstander uitslag | tegenstander uitslag | tegenstander uitslag | rang           |
| -------------- | --------- | -------------------- | -------------------- | -------------------- | -------------------- | -------------------- | -------------------- | -------------- |
| Philippe Wakim | floret    | Chen Y-t V 13 - 15   | niet geplaatst       | niet geplaatst       | niet geplaatst       | niet geplaatst       | niet geplaatst       | niet geplaatst |

### Schietsport
Vrouwen
| atlete     | onderdeel | kwalificaties | kwalificaties | finale         | finale         |
| atlete     | onderdeel | punten        | rang          | punten         | rang           |
| ---------- | --------- | ------------- | ------------- | -------------- | -------------- |
| Ray Bassil | trap      | 114           | 21            | niet geplaatst | niet geplaatst |

### Taekwondo
Mannen
| atleet        | onderdeel | kwalificatie         | eerste ronde              | kwartfinale               | halve finale              | herkansing           | finale / BM             | finale / BM |
| atleet        | onderdeel | tegenstander uitslag | tegenstander uitslag      | tegenstander uitslag      | tegenstander uitslag      | tegenstander uitslag | tegenstander uitslag    | rang        |
| ------------- | --------- | -------------------- | ------------------------- | ------------------------- | ------------------------- | -------------------- | ----------------------- | ----------- |
| Laetitia Aoun | -57 kg    | bye                  | Lo C-l W 2 - 0 (4-2, 3-2) | Reljiḱ W 2 - 0 (9-8, 6-6) | Kiani V 0 - 2 (3-10, 0-9) | bye                  | Park V 0 - 2 (0-3, 2-4) | 5           |

### Tafeltennis
Vrouwen
| atleet           | onderdeel | voorronde            | eerste ronde         | tweede ronde         | derde ronde          | kwartfinale          | halve finale         | finale / BM          | finale / BM    |
| atleet           | onderdeel | tegenstander uitslag | tegenstander uitslag | tegenstander uitslag | tegenstander uitslag | tegenstander uitslag | tegenstander uitslag | tegenstander uitslag | rang           |
| ---------------- | --------- | -------------------- | -------------------- | -------------------- | -------------------- | -------------------- | -------------------- | -------------------- | -------------- |
| Mariana Sahakian | enkelspel | Zhen W 4 - 1         | Zhang V 0 - 4        | niet geplaatst       | niet geplaatst       | niet geplaatst       | niet geplaatst       | niet geplaatst       | niet geplaatst |

### Tennis
Mannen
| atleet                  | onderdeel  | eerste ronde         | tweede ronde                  | derde ronde          | kwartfinale          | halve finale         | finale / BM          | finale / BM    |
| atleet                  | onderdeel  | tegenstander uitslag | tegenstander uitslag          | tegenstander uitslag | tegenstander uitslag | tegenstander uitslag | tegenstander uitslag | rang           |
| ----------------------- | ---------- | -------------------- | ----------------------------- | -------------------- | -------------------- | -------------------- | -------------------- | -------------- |
| Benjamin Hassan         | enkelspel  | Eubanks W 6-4, 6-2   | Báez V 2-6, 6-3, 6-7[3-7]     | niet geplaatst       | niet geplaatst       | niet geplaatst       | niet geplaatst       | niet geplaatst |
| Hady Habib              | enkelspel  | Alcaraz V 3-6, 1-6   | niet geplaatst                | niet geplaatst       | niet geplaatst       | niet geplaatst       | niet geplaatst       | niet geplaatst |
| Arthur Fils Ugo Humbert | dubbelspel | n.v.t.               | Ebden - Peers V 6-7[5-7], 2-6 | niet geplaatst       | niet geplaatst       | niet geplaatst       | niet geplaatst       | niet geplaatst |

### Zwemmen
Mannen
| Atleet        | Onderdeel        | Series | Series | Halve finale   | Halve finale   | Finale         | Finale         |
| Atleet        | Onderdeel        | Tijd   | Rang   | Tijd           | Rang           | Tijd           | Rang           |
| ------------- | ---------------- | ------ | ------ | -------------- | -------------- | -------------- | -------------- |
| Simon Doueihy | 100 m vrije slag | 50,10  | 42     | Niet geplaatst | Niet geplaatst | Niet geplaatst | Niet geplaatst |

Vrouwen
| atlete       | onderdeel     | series  | series | halve finale   | halve finale   | finale         | finale         |
| atlete       | onderdeel     | tijd    | rang   | tijd           | rang           | tijd           | rang           |
| ------------ | ------------- | ------- | ------ | -------------- | -------------- | -------------- | -------------- |
| Lynn El Hajj | 100 m rugslag | 1.10,27 | 31     | niet geplaatst | niet geplaatst | niet geplaatst | niet geplaatst |